# Dodge Viper
Pour les articles homonymes, voir Viper.

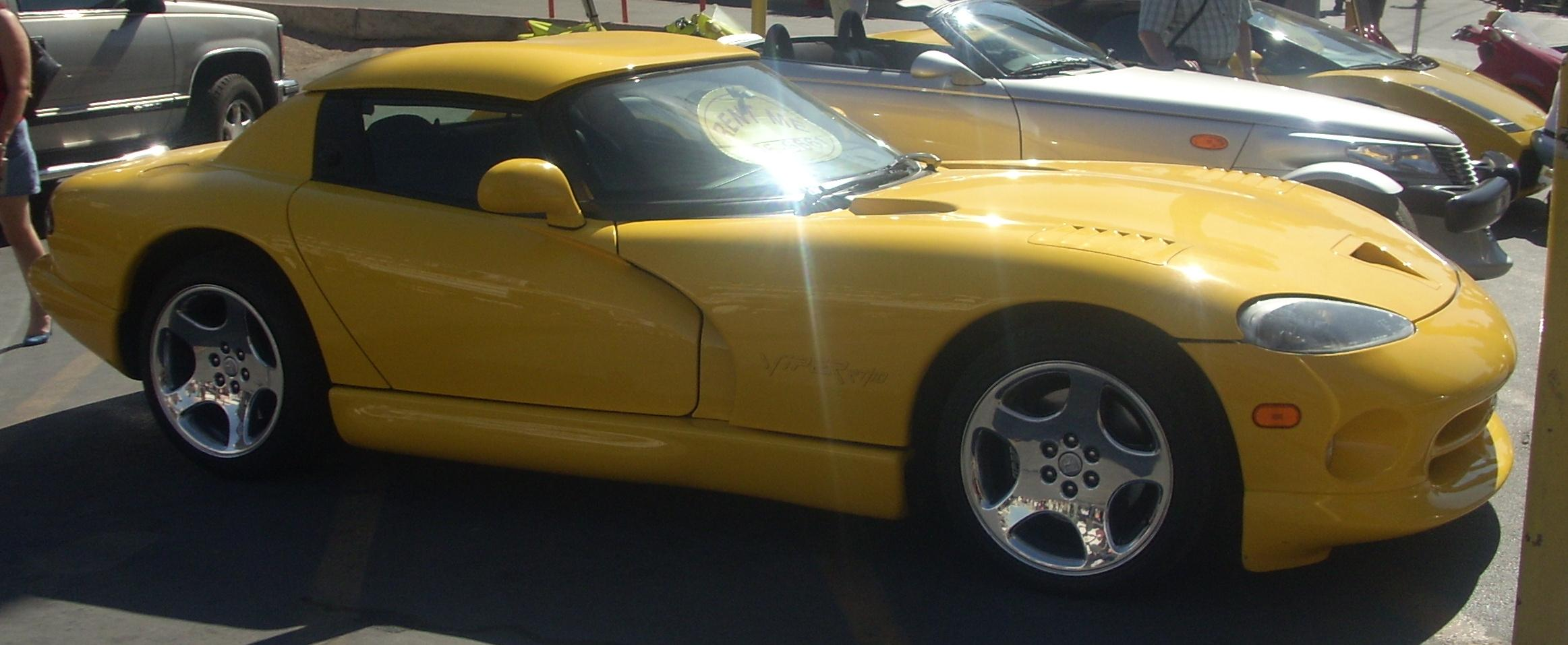
Dodge Viper RT/10 (1991).

La Dodge Viper est une voiture de sport américaine de type muscle car à moteur V10, la plus puissante conçue par le constructeur automobile Dodge, produite de 1992 à 2017. Elle est vendue sous la marque SRT (filiale sportive de Chrysler) entre 2012 et 2014.

## Histoire
La Dodge Viper a été créée à l'initiative de Bob Lutz, au moment où le groupe Chrysler a besoin d'image et d'un véhicule comme celle qui deviendra la Viper pour porter la marque. Pour apporter une caution historique et légitimer la Viper, le groupe fera appel à Carroll Shelby pour l'adouber aux yeux du public. Ce dernier dira même que pour construire ce type de voiture, il ne faut qu'un moteur puissant, et seulement ne penser au reste qu'ensuite. Le français François Castaing, conseiller de Lee Iacocca sera pour beaucoup dans l'adoption du projet.
Le premier prototype a été testé en janvier 1989. Il a fait ses débuts en 1991 avec deux modèles de pré-production comme la voiture de l'Indianapolis 500 quand Dodge a été forcé de le remplacer dans le Dodge Stealth construit au Japon à cause des plaintes des United Auto Workers, et a été mis en vente en décembre 1991 comme le RT/10 Roadster.
La première Viper (conçue avec l'aide de Lamborghini pour la partie mécanique) est commercialisée sous la marque Dodge et devient rapidement une voiture de sport de référence sur le marché américain. Le modèle est notamment facile à reconnaître grâce à son look unique et agressif et à son moteur hors-normes. C'est tout de suite un succès commercial et une voiture symbole pour la marque Dodge qui se fait ainsi connaître dans le monde entier.
Après des années et plusieurs modèles différents (Dodge Viper RT/10, GTS, GTS-R, ACR, SRT-10, SRT-10 Coupé), la Dodge Viper reste une référence sur le marché des voitures « musclées » (« muscle cars ») en Amérique du Nord.
Le moteur est issu du nouveau bloc V10 destiné à la gamme de pick-up Ram, même si le bloc de la Viper est en aluminium, là où les blocs de pick-up sont en fonte. La dernière version de ce moteur est un V10 développant 600 ch. Dodge en a pourvu son Ram, un modèle de pick-up très vendu aux États-Unis, dans sa version SRT-10 (510 ch).
Sa boîte de vitesses permet d'atteindre en première vitesse la vitesse légale sur les autoroutes américaines, qui est en général de 88 km/h.
Mais la Dodge Viper créée et développée par l'ingénieur Neil Heinneman s'est surtout illustrée sur tous les circuits du Monde où elle a remporté de multiples succès, notamment les fameuses 24 Heures de Daytona en Floride. Le premier à l'avoir fait courir est un français, Michel Arnaud, lequel en engagea deux exemplaires lors de l'édition 1994 des 24 Heures du Mans, confiées à des pilotes expérimentés et de renom (René Arnoux - Justin Bell - Philippe Gache - Bertrand Balas - François Migault). Les deux voitures américaines furent classées terminant deuxième et troisième de leur catégorie GT1. Cet exploit donna alors des idées à la maison-mère à Détroit, État du Michigan qui décida de s'investir pour développer une version compétition. Par la suite, la prestigieuse écurie Oreca les engagea en compétition et elle obtint de nombreux succès.
Le 1er juillet 2010 sort la dernière Dodge Viper à être produite à l'usine de Conner Avenue (surnommée le « Snake Pit », « fosse du serpent »), après 19 ans d'histoire. Dodge, qui appartient désormais totalement au groupe Fiat (Fiat a acheté 41,5 % de Chrysler en janvier 2014) a prévu un nouveau modèle de la Viper qui serait plus luxueuse et moins « radicale ».
À la suite du rachat de Chrysler par l'italien Fiat (désormais actionnaire majoritaire), le changement de direction a amené à ne plus faire fabriquer la Viper par Dodge mais par SRT pour les années modèles 2012 à 2014. Pour l'année modèle 2015, la Viper retourne dans le catalogue Dodge.

## Première génération (1992-1995)

### Histoire
La Viper originale devait être une voiture de sport de performance. Le projet a été lancé en 1988 dans les studios Advanced Design Studios de Chrysler, lorsque le président de l'époque, Bob Lutz, a suggéré à Tom Gale que la société envisage la production d'une Cobra moderne. Un modèle d'argile a été créé des mois plus tard et la voiture est ensuite apparue en tant que concept en 1989 au Salon international de l'auto de l'Amérique du Nord. L’ingénieur en chef Roy Sjoberg a ensuite été chargé de développer la voiture après que les réactions du concept initial aient été très positives.

### Conception
La Viper manque d’aides à la conduite modernes telles que le contrôle de traction et les freins antiblocage. La voiture n’a pas non plus de poignées de porte ni de serrures à clé montées à l’extérieur. L’entrée se fait en déverrouillant une fenêtre en vinyle pour atteindre la poignée de déverrouillage de la porte intérieure (lorsque la toile ou le toit rigide est en place). Aucune climatisation n'a été installée sur la voiture (l'option pour la climatisation a été ajoutée dans les modèles ultérieurs). Il n'y avait pas non plus d'airbags pour la réduction de poids. Le toit était en toile et les fenêtres étaient en vinyle et utilisaient des fermetures à glissière pour s'ouvrir et se fermer. Malgré ce manque de fonctionnalités, la voiture possédait encore certaines caractéristiques lui permettant d'être tolérée comme conduite quotidienne, telles que des sièges à réglage manuel avec support lombaire, un lecteur stéréo AM/FM, une horloge et de la moquette.
Les modèles ultérieurs de la Viper ont permis l’option d’un toit rigide en fibre de verre léger pour remplacer le toit souple en toile standard.
Lamborghini, qui appartenait à l'époque à Chrysler Corporation, a participé à la conception du moteur V10 en alliage d'aluminium de la voiture, basé sur le moteur LA de Chrysler. Dick Winkles, ingénieur en chef chargé de la motorisation, a grandement contribué au projet de moteur et avait passé du temps en Italie pour le développement de celui-ci.
Le développement de la voiture a commencé en mars 1989 et a été achevé en février 1990.
Elle a ensuite été introduite en 1991 à l'Indianapolis 500 de cette année-là avec une voiture de pré-production conduite par Carroll Shelby. Il a ensuite été mis en vente sous le nom de Dodge Viper RT/10 Roadster en janvier 1992.

## Deuxième génération (1996-2002)

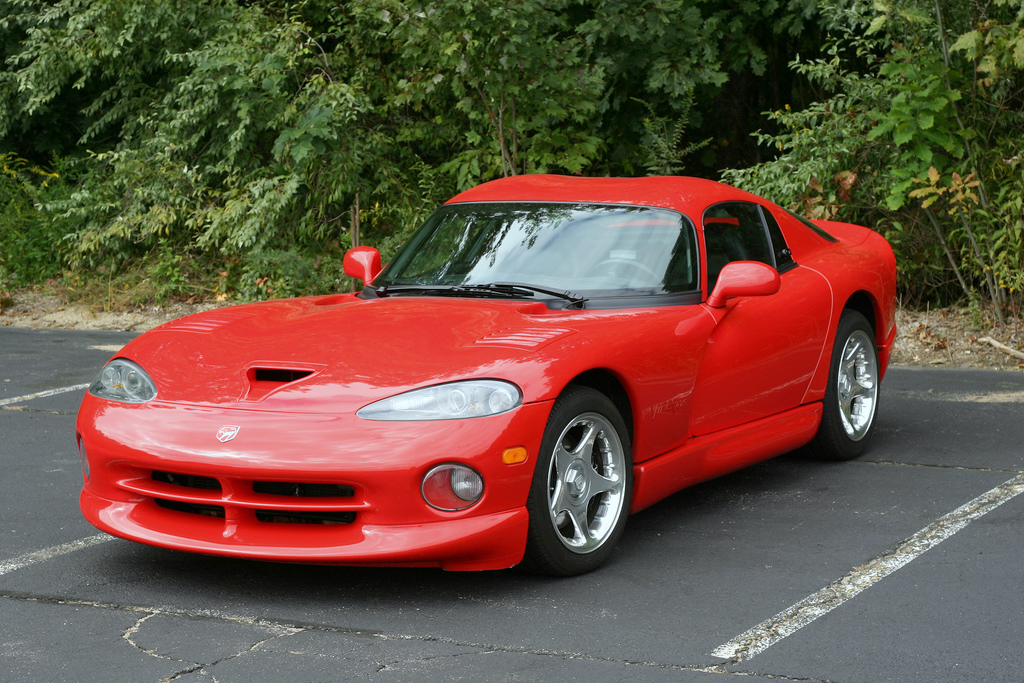
1996 Dodge Viper GTS.

L'année 1996 a été marquée par le début de la production de la deuxième génération de la Viper, appelée SR II. La voiture était essentiellement une version mise à jour de la première génération de la Viper, puisque la plupart de ses pièces ont été transmises à cette génération.
La RT/10 a subi des changements mineurs, le plus important étant les positions d’échappement. Les gaz d'échappement de la voiture ont été déplacés vers l'arrière pour relâcher la pression de retour, ce qui a donc augmenté la puissance pour 415 ch et le couple pour 662 N m. Un hardtop amovible était maintenant disponible avec une fenêtre en verre coulissante. Quelques composants de la suspension en acier ont été remplacés par de l'aluminium, ce qui a entraîné une réduction de 27 kg.
Un nouveau modèle de Viper a été introduit à la fin 1996. Connue sous le nom de GTS, la voiture était essentiellement une version plus puissante du RT/10. Le toit de la voiture a été conçu de manière que les pilotes puissent ajuster leur casque pendant les journées sur piste. Ceci a été appelé la double bulle et a été utilisé pour toutes les générations suivantes de la Viper après la SR II. Plus de 90 % des GTS contenaient de nouvelles pièces par rapport au RT/10 malgré des looks similaires, et le V10 de 8,0 litres a reçu une augmentation de puissance, le moteur produisant désormais une puissance maximale de 450 ch. La GTS a également été la première Viper à recevoir des airbags.
En 1997 et 1998, la Viper continuerait à recevoir des mises à jour mineures. Le GTS obtiendrait des airbags de deuxième génération, des collecteurs d'échappement révisés et un arbre à cames révisé pour 1997, tandis que le RT/10 augmentait de puissance jusqu'à 450 ch pour 1998.
2002 est la dernière année de production de la génération Viper SR II. Pour commémorer la dernière année, 360 voitures "Final Edition" (326 coupés et 34 voitures d’édition spéciale ACR) ont été construits.

## Troisième génération (2002-2007)
La Dodge Viper (ZB I) est la troisième génération de la voiture de sport Dodge Viper, fabriquée par Dodge. La troisième génération a reçu un changement de conception important, conçu par Osamu Shikado en 1999.

## Quatrième génération (2008-2010)
La Dodge Viper (ZB II) est la quatrième génération de la voiture de sport Dodge Viper produite par le constructeur automobile américain Dodge. Introduit pour l'année modèle 2008; le véhicule était le même que son prédécesseur à l'extérieur mais avait subi des changements mécaniques et intérieurs notables.

## Cinquième génération (2013-2017)
La Dodge Viper (VX I) est la cinquième et dernière génération de la voiture de sport Dodge Viper produite par le constructeur automobile américain Dodge. Introduite pour l'année modèle 2013, la voiture a été entièrement repensée et comprenait des fonctionnalités telles qu'un système de freinage antiblocage, un contrôle de traction et un contrôle de stabilité électronique qui rendaient la voiture compatible avec les normes de sécurité des véhicules modernes.
Dodge a signé la fin de sa production en 2017, notamment à cause de la concurrence trop rude.
La Viper est donc produite jusqu'en août 2017 pour satisfaire les demandes de ses derniers acquéreurs.

## Modèles
- 1989 : Dodge Viper Concept VM-01
- 1989 : Dodge Viper Concept VM-02
- 1991 : Dodge Viper RT-10
- 1993 : Dodge Viper GTS Concept
- 1995 : Dodge Viper GTS-R Concept
- 1996 : Dodge Viper GTS

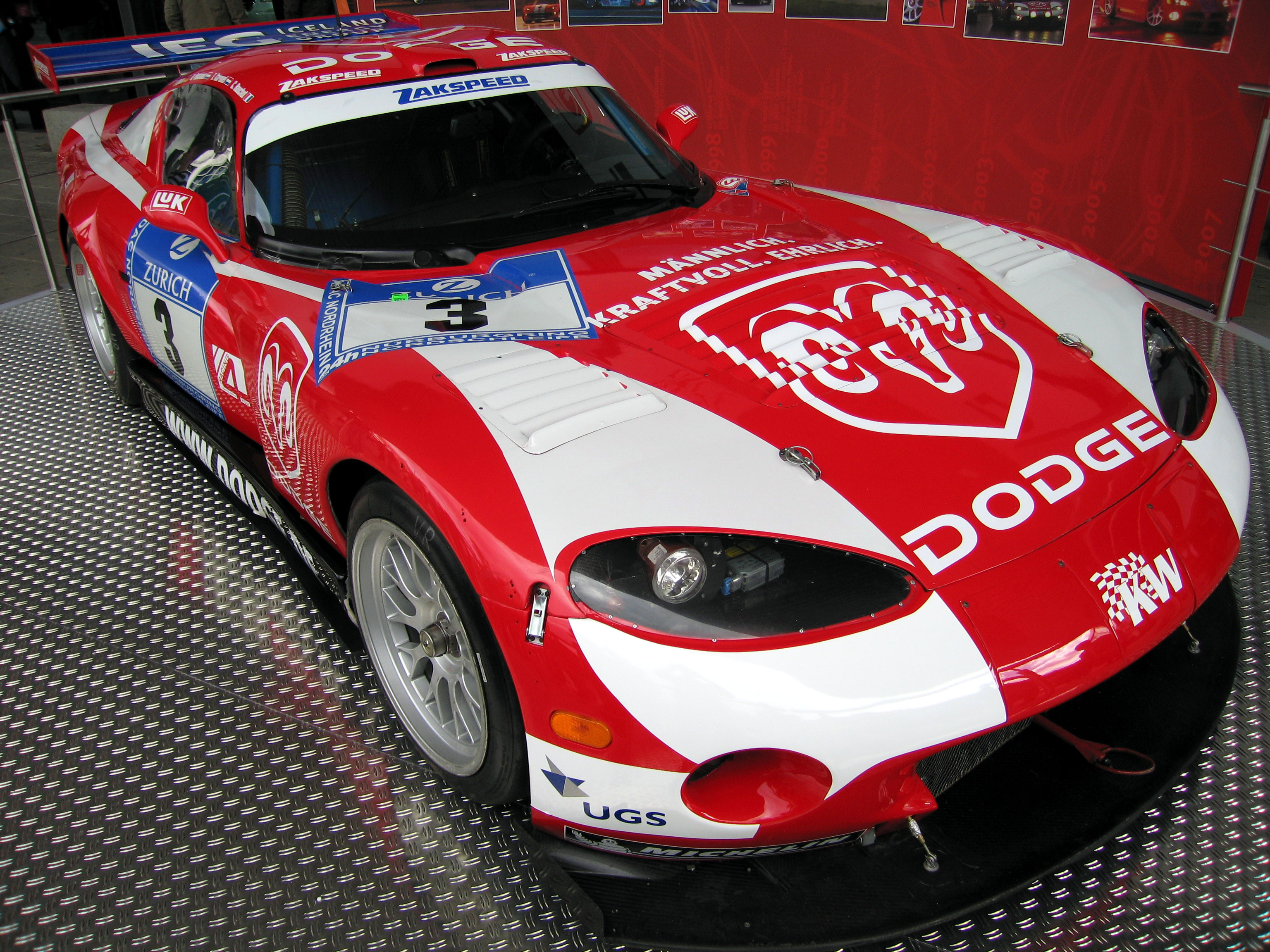
Dodge Viper GTS-R (1998).

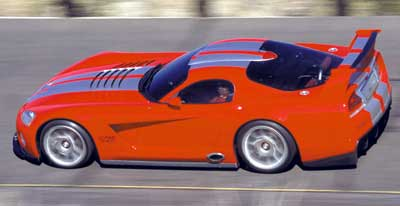
Dodge Viper GTS-R (competition) concept (2000).

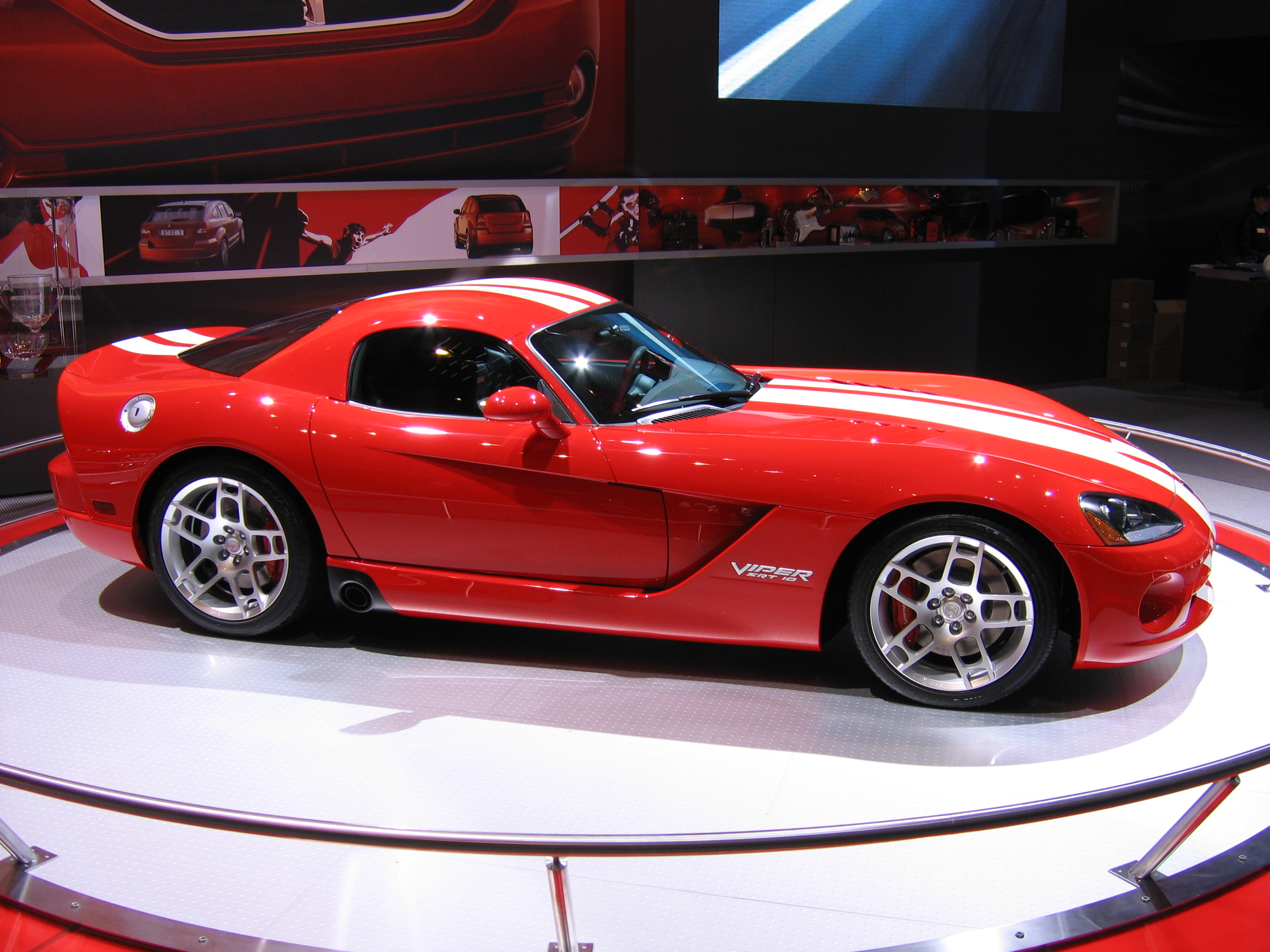
Dodge Viper SRT-10 coupé au Salon international de l'automobile de Genève (2005).

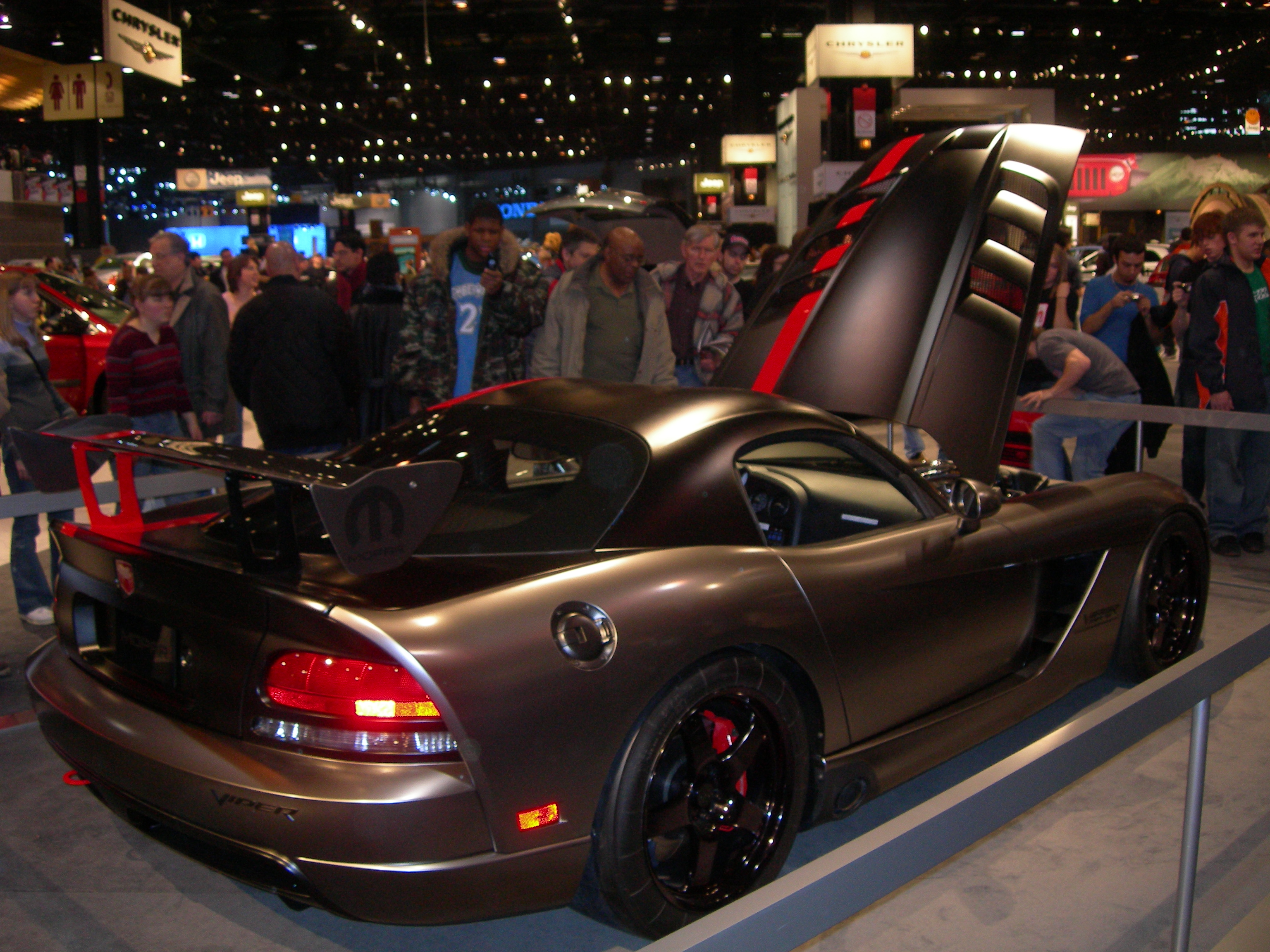
Dodge Viper SRT-10 ACR (2008).

- 1998 : Dodge Viper GT2 (GTS-R Street)* 1998 : Dodge Viper GTS-R
- 1998 : Dodge Viper GTS Venom 600 (préparation Hennessey)
- 1999 : Dodge Viper GTS Venom 650R (préparation Hennessey)
- 2000 : Dodge Viper GTS ACR
- 2000 : Dodge Viper GTS-R Concept
- 2000 : Dodge Viper GTS Venom 800 TT (préparation Hennessey)
- 2002 : Dodge Viper GTS Final Edition
- 2003 : Dodge Viper Compétition Concept
- 2003 : Dodge Viper SRT-10
- 2003 : Dodge Viper Compétition
- 2005 : Dodge Viper SRT-10 Venom 1000 TT (préparation Hennessey)
- 2006 : Dodge Viper SRT-10 Coupé
- 2006 : Dodge Viper SRT-10 Competition Coupé
- 2006 : Dodge Viper SRT-10 Venom 800R (préparation Hennessey)
- 2007 : Dodge Viper SRT-10 Coupé Venom 1000 TT (préparation Hennessey)
- 2008 : Dodge Viper SRT-10 ACR
- 2008 : Dodge Viper SRT-10 (version 600 ch)
- 2008 : Dodge Viper SRT-10 Coupé (version 600 ch)
- 2008 : Dodge Viper SRT-10 Venom 700 N m (préparation Hennessey)
- 2010 : Dodge Viper SRT-10 ACR
- 2010 : Dodge Viper SRT-10 Coupé (version 600 ch)
- 2011 : Dodge Viper SRT-10 ACR-X (version 640 ch)
- 2012 : Dodge Viper SRT-10 ASC Diamondback (version 950 ch, préparation ASC/McLaren)
- 2013 : SRT Viper GTS (V10 8,4 l de 649 ch)
- 2013 : SRT Viper GTS-R (version course ALMS)
- 2013 : SRT Viper GT3-R
- 2014 : SRT Viper TA "Time Attack" (version modifiée pour la conduite sur circuit)

## Performances et motorisation

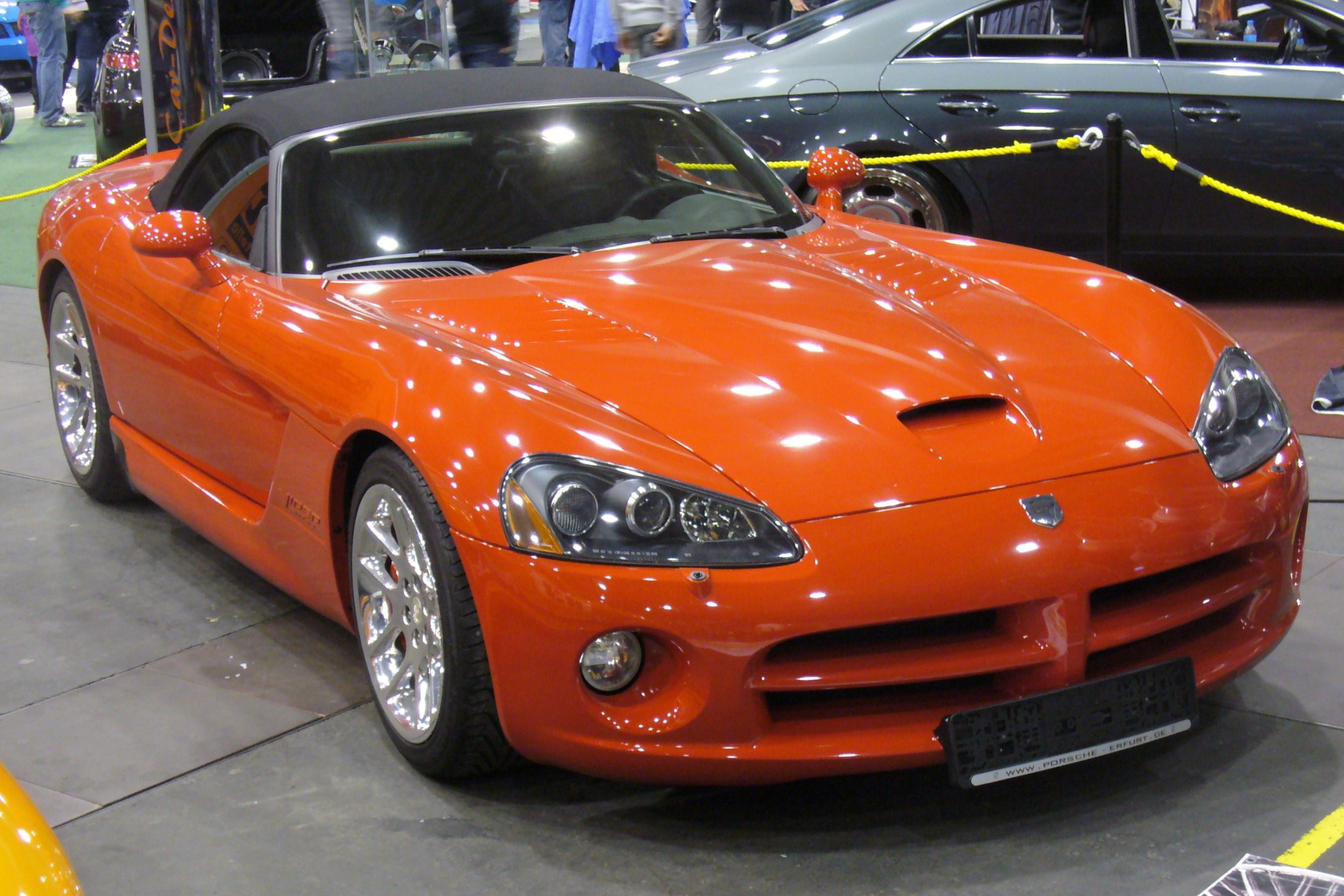
Dodge Viper SRT-10 roadster (2003).

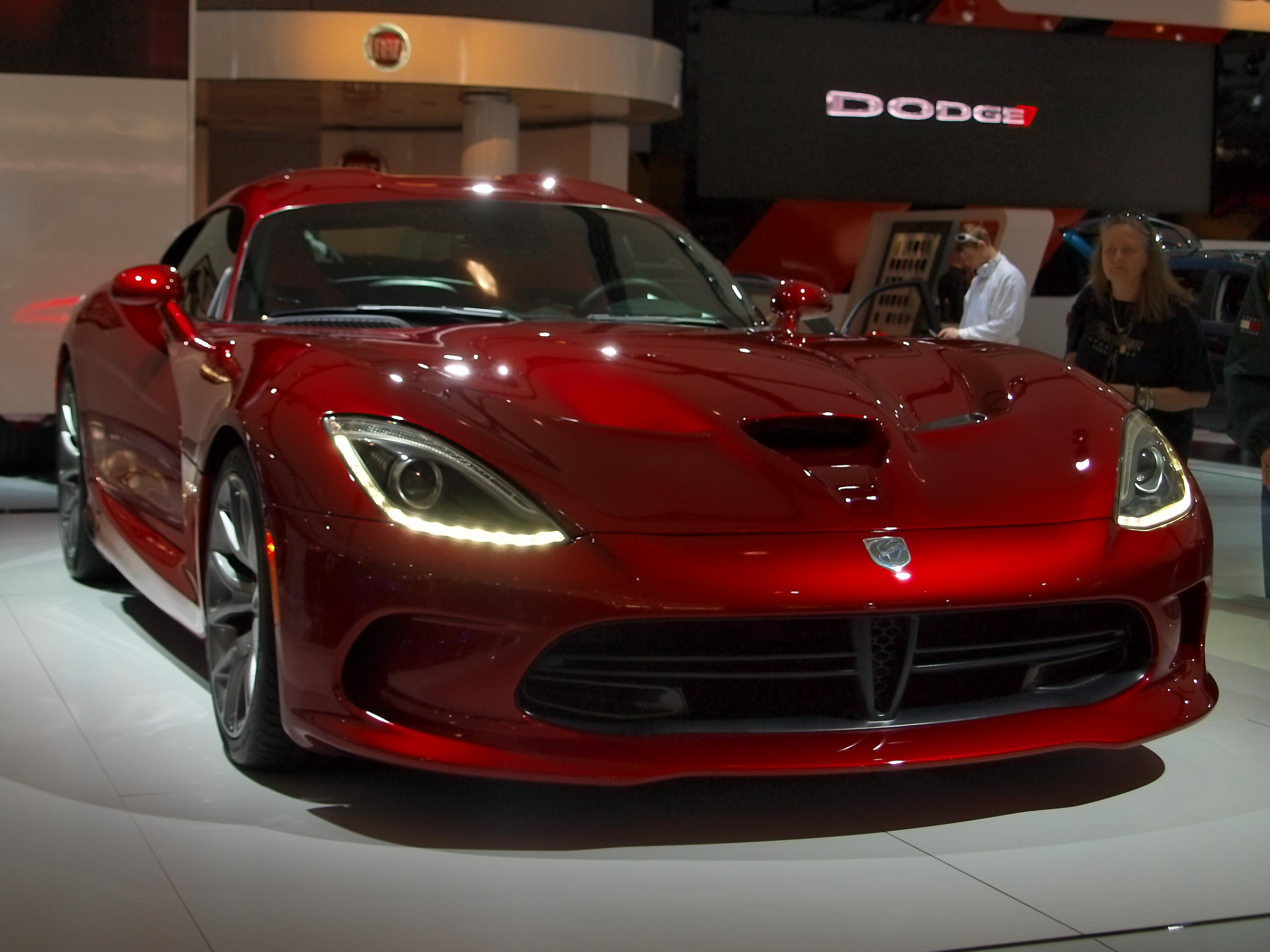
SRT Viper GTS (2013).

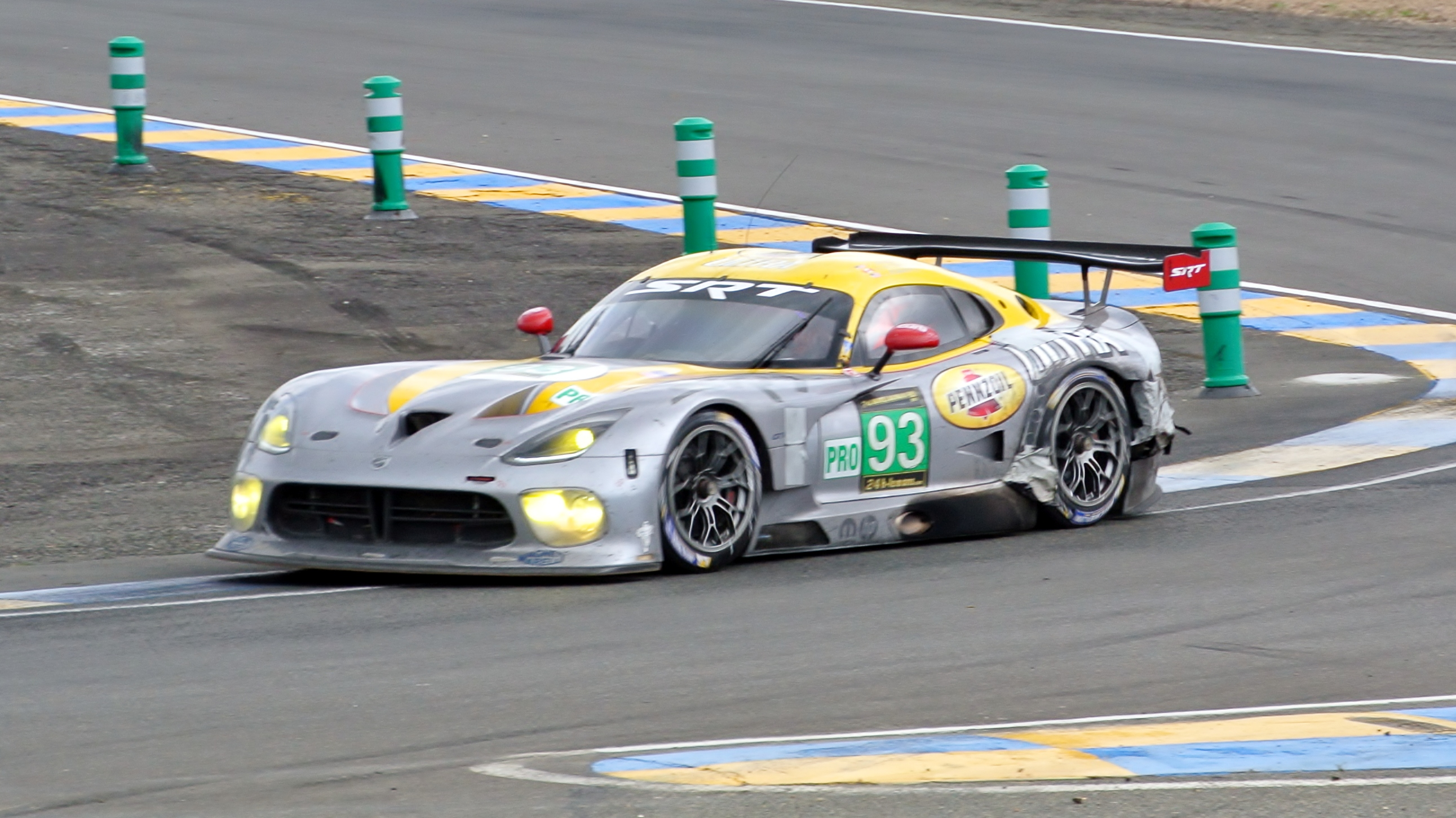
SRT Viper GTS-R (2013).

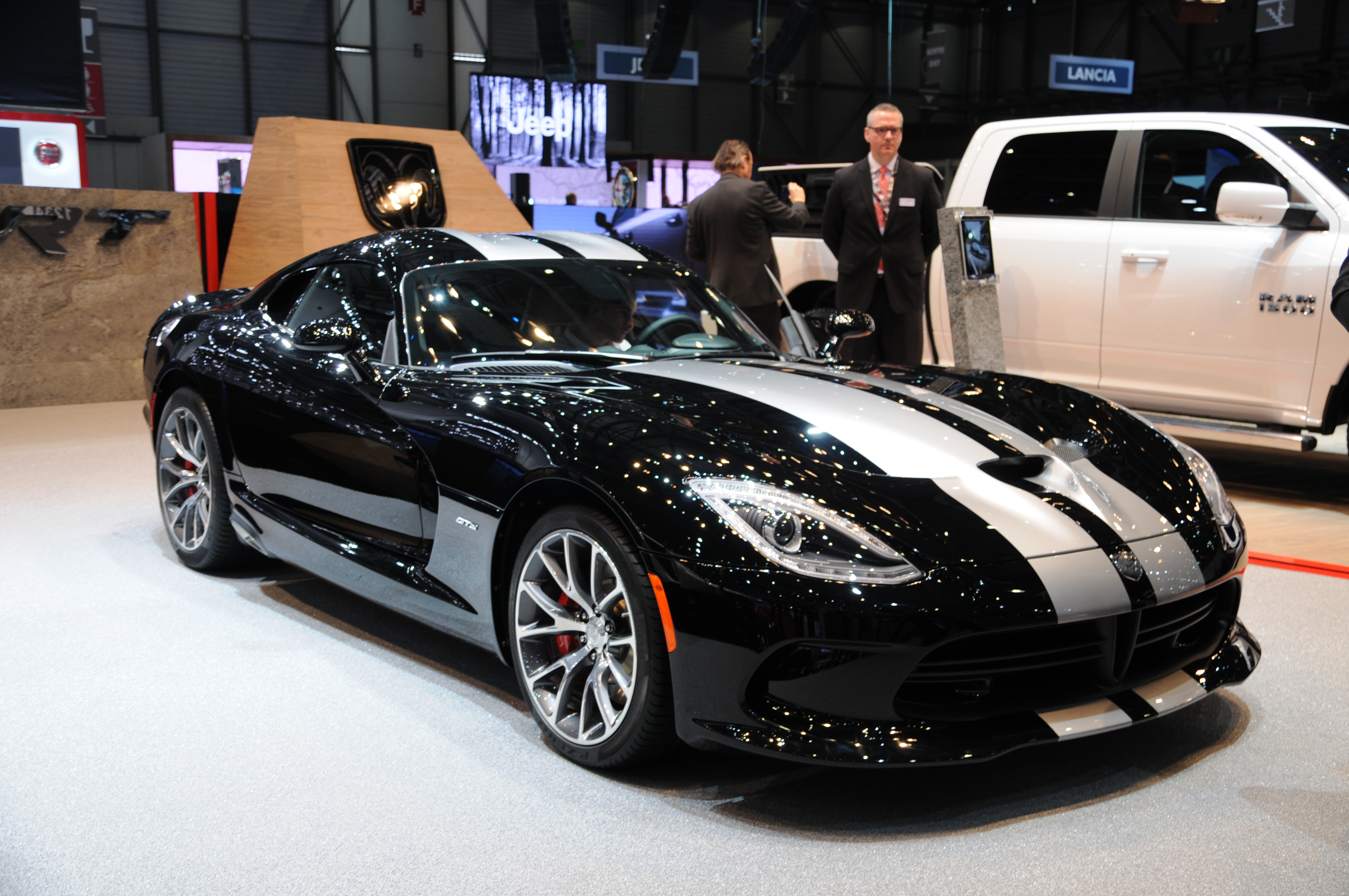
Dodge Viper au Salon international de l'automobile de Genève (2014).

Données pour la Viper SRT-10 venom 700R (2008) :
Moteur :
- Type moteur : V10 à 90°, 20 soupapes
- Position : longitudinale AV
- Alimentation : injection électronique intégrale
- Cylindrée (cm3) : 8 277 (8,3 L)
- Alésage x course (mm) : 102,4 x 100,6
- Puissance maxi (ch à tr/min) : 500 à 5 600
- Puissance au litre (ch/L) : 60
- Couple maxi (N m à tr/min) : 712 à 4 200
- Couple spécifique (N m/L) : 86

Transmission :
- AR
- Boîte de vitesses (rapports) : 6 vitesses manuelles

Poids :
- Données constructeur (kg) : 1 546
- Rapport poids/puissance (kg/ch) : 3,1

Roues :
- Freins Av-Ar (ø mm) : disques ventilés (355/355)
- Pneus Av-Ar : 275/35 ZR 18 - 345/30 ZR 19

Performances :
- Vitesse maxi (km/h) : 330
- 1 000 m DA : 21,5 s
- 0 à 100 km/h : 3,3 s
- 0 à 160 km/h : 6,8 s
- 0 à 200 km/h : 12,1 s

Consommation :
- Moyenne (L/100 km) : 16,6

## La Viper dans la culture populaire

### Jeux vidéo
- Juiced
- Auto Modellista
- Gran Turismo
- TOCA Race Driver
- Need for Speed (Payback, The Need for Speed, Poursuite Infernale 2, Most Wanted, Carbon, Undercover, World, Hot Pursuit, ProStreet et Need for Speed Heat)
- Test Drive 4 (Dodge Viper GTS)
- Test Drive Unlimited
- Test Drive Unlimited 2
- Midtown Madness 3
- Forza Motorsport, Forza Motorsport 2, Forza Motorsport 3, Forza Motorsport 4, Forza Motorsport 5 et Forza Horizon et Forza Horizon 2 et Forza Horizon 4 et Forza Horizon 5
- Project Gotham Racing, Project Gotham Racing 2, Project Gotham Racing 3 et Project Gotham Racing 4
- Grand Theft Auto III (la voiture Banshee est une Dodge Viper RT/10), Grand Theft Auto IV (la voiture Banshee est une Dodge Viper GTS Coupé), Grand Theft Auto V (Banshee)
- Viper Racing (1998)
- Race Driver: GRID (Dodge Viper SRT-10)
- GRID 2 (SRT Viper GTS)
- Shift 2: Unleashed[13]
- The Crew

### Télévision
- Viper, série télévisée produite par la chaîne américaine NBC, et diffusée en France sur France 2 et NT1.